# Gerhard Tweraser

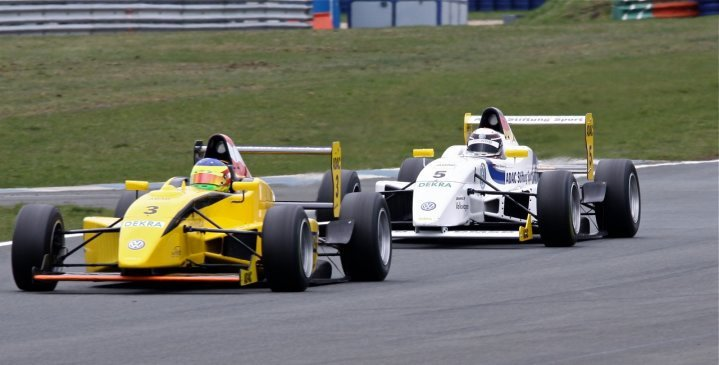
Tweraser (vorne) in der ADAC-Formel-Masters 2010

Gerhard Tweraser (* 29. September 1988 in Bad Ischl, Österreich) ist ein österreichischer Rennfahrer.

## Karriere
Gerhard Tweraser kam im Alter von 6 Jahren durch seinen Stiefvater zum Motorsport. Noch im selben Jahr machte er seine ersten Erfahrungen im Kartsport. Angefangen hat er mit nationalen Hallenkartrennen, in denen er sich schon im ersten Jahr den Titel sicherte.
Nach mehreren Jahren Karterfahrung stieg Tweraser 2004 beim Sichtungslauf der Formel Lista junior erstmals in ein Monoposto. Sein erstes Jahr im Formelsport verbrachte er schließlich 2005 in der Formel Lista junior. Dort sicherte er sich in fünf Rennen einen Sieg und insgesamt vier Podiumsplätze. 2006 blieb Tweraser in der Formel Lista junior. Für Neuhauser Racing startend beendete er jedes der zwölf Rennen auf dem Podium und gewann mit zehn Siegen die Meisterschaft. Im gleichen Jahr trat er auch in der Schweizer Formel-3-Meisterschaft an. Er gewann dort drei Rennen und wurde schließlich Vizemeister.
2008 wechselte Tweraser in den deutschen Formel-3-Cup und blieb bei Neuhauser Racing. Er gewann zwei Rennen und beendete die Saison als bester Österreicher auf dem achten Platz der Meisterschaft. Nachdem Tweraser 2009 pausiert hatte, trat er 2010 für Neuhauser Racing in der ADAC-Formel-Masters an. Er beendete fünf Rennen auf dem Podest und schloss die Meisterschaft als Fünfter ab.
2011 wechselte Tweraser in den Tourenwagensport. In dieser Saison tritt er in der Blancpain Lamborghini Super Trofeo an.

## Persönliches
Nach seinen Abschlüssen auf dem Gymnasium und einer Höheren Technischen Lehranstalt absolvierte der Österreicher eine Berufsausbildung als Kfz-Techniker bei Mercedes-Benz und arbeitete insgesamt fünf Jahre in diesem Beruf. Anschließend arbeitete er in der Firma seines Vaters.

## Karrierestationen
| - 1998–2004: Kartsport - 2005: Formel Lista junior - 2006: Formel Lista junior (Meister) - 2007: Schweizer Formel 3 (Platz 2) - 2008: Deutsche Formel 3 (Platz 8) | - 2010: ADAC-Formel-Masters (Platz 5) - 2011: Blancpain Lamborghini Super Trofeo (Platz 3) - 2012: ADAC GT Masters - 2013: Blancpain Endurance Series - GT3 Pro-Am Cup (Platz 16) | - 2014: Lamborghini Super Trofeo Europe - Pro-Am (Platz 2) - 2016: ADAC GT Masters (Platz 32) - 2017: Lamborghini Super Trofeo Europe (Platz 7) |